# واتارو آبه
واتارو آبه (انگلیسی: Wataru Abe؛ زادهٔ ۷ اکتبر ۱۹۶۷) اهل Japanese است. وی از سال ۱۹۹۰ میلادی تاکنون مشغول فعالیت بوده‌است.